# Pascal Sommer
Pascal Sommer (* 29. Juni 1992) ist ein ehemaliger Schweizer Skispringer.

## Werdegang
Sein internationales Debüt gab Sommer im März 2007 im Rahmen eines FIS-Junioren-Springens. Ab Oktober des gleichen Jahres gehörte er dem C-Kader im FIS-Cup an. Ein Jahr später kam er in Predazzo erstmals im Alpencup zum Einsatz. Obwohl er weder im FIS- noch im Alpencup vordere Platzierungen erreichte, kam er im Dezember 2009 im Rahmen des Skisprung-Continental-Cups in Engelberg zum Einsatz. Als 72. und 70. verpasste er dabei deutlich die Punkteränge.
Bei den Schweizer Meisterschaften im Skispringen 2010 in Einsiedeln gewann Sommer gemeinsam mit Adrian Schuler, Tommy Schmid und Andreas Küttel im Teamspringen seinen ersten Schweizer Meistertitel. Im Dezember erhielt er erneut einen Startplatz im Continental Cup, wurde dabei aber bereits im ersten Springen von Engelberg disqualifiziert. Im Sommer 2011 gelangen Sommer in Gérardmer und Einsiedeln vier Top-10-Platzierungen im Rahmen des FIS-Cups. Nach zwei weiteren 16.-Plätzen in Kranj kam er in Trondheim und Klingenthal erneut im Continental Cup zum Einsatz. Dabei verpasste er in Trondheim die Punkteränge nur knapp.
Sommer verblieb weiter im C-Kader und startete nur unregelmässig im höherklassigen Continental Cup. Bei den Junioren-Weltmeisterschaften 2012 in Erzurum erreichte er Rang 17. im Einzelspringen. Mit der Mannschaft landete er im Teamspringen auf Rang sieben. Im September 2012 sammelte er beim Continental Cup in Lillehammer erstmals Punkte. Wenig später wurde er daraufhin zum Skisprung-Grand-Prix nach Hinzenbach eingeladen, verpasste dort aber die Qualifikation. Nachdem er bei den Schweizer Meisterschaften im Skispringen 2012 in Einsiedeln mit der Mannschaft Silber gewonnen hatte, stand er beim FIS-Cup an gleicher Stelle als Zweiter erstmals auf dem Podium.
Am 11. November 2012 gewann Sommer die Zürcher Skiverbands-Meisterschaft. Zu Beginn der Saison 2012/13 reiste er mit dem A-Nationalkader nach Kuusamo und nahm dort an der Qualifikation zum Skisprung-Weltcup teil. Nachdem er diese für das Einzelspringen deutlich verpasst hatte, startete er einen Tag später mit der Mannschaft beim Teamweltcup und wurde am Ende Neunter. Zum Weltcup in Engelberg verpasste er als 55. knapp die Qualifikation. Daraufhin ging Sommer zurück in den B-Kader und startete bis März im Continental Cup. Dabei gelang ihm jedoch nur bei einem Springen in Brotterode der Sprung in die Punkteränge. Ab März wurde er vom B-Kader in den C-Kader zurückgestuft und startete wieder im FIS-Cup.
Bei den Schweizer Meisterschaften im Skispringen 2013 im französischen Chaux-Neuve gewann Sommer gemeinsam mit Tobias Birchler, Andreas Schuler und Pascal Kälin seinen zweiten Schweizer Meistertitel.
Im Dezember 2013 trat Sommer in Rena noch einmal im Springen im Continental Cup an. Da er keinerlei Punkteränge erreichte, bestritt er Ende Dezember sein letztes Springen in Engelberg. Wenig später beendete er offiziell seine aktive Karriere.

## Statistik

### Continental-Cup-Platzierungen
| Saison  | Platz | Punkte |
| ------- | ----- | ------ |
| 2012/13 | 166.  | 6      |